# Seznam zápasů československé a maďarské hokejové reprezentace
Seznam zápasů československé a maďarské hokejové reprezentace uvádí data, výsledky a místa konání vzájemných zápasů hokejových reprezentací Československa a Maďarska.

## Lední hokej na olympijských hrách
| Datum utkání | Výsledek | Rok  | Místo                  | Branky Československa                         |
| ------------ | -------- | ---- | ---------------------- | --------------------------------------------- |
| 8. 2. 1936   | 3 : 0    | 1936 | Garmisch-Partenkirchen | Oldřich Kučera, Zdeněk Jirotka, Josef Maleček |

## Mistrovství světa v ledním hokeji
| Datum utkání | Výsledek | Rok  | Místo         | Branky Československa                             |
| ------------ | -------- | ---- | ------------- | ------------------------------------------------- |
| 1. 2. 1931   | 4 : 1    | 1931 | Krynica-Zdrój | 2x Wolfgang Dorasil, Jiří Tožička, Karel Hromádka |
| 5. 2. 1934   | 1 : 0    | 1934 | Milán         | Karel Hromádka                                    |
| 27. 2. 1937  | 0 : 0    | 1937 | Londýn        | Ne                                                |

## Mistrovství Evropy v ledním hokeji
| Datum utkání | Výsledek | Rok  | Místo | Branky Československa              |
| ------------ | -------- | ---- | ----- | ---------------------------------- |
| 28. 1. 1927  | 5 : 0    | 1927 | Vídeň | 3x Josef Maleček, 2x Josef Šroubek |

## Ostatní zápasy
| Datum utkání | Výsledek | Zápas                | Místo | Branky Protektorátu Čechy a Morava |
| ------------ | -------- | -------------------- | ----- | ---------------------------------- |
| 4. 2. 1940   | 6 : 0    | Týden zimních sportů | GA-PA |                                    |
| 6. 2. 1940   | 1 : 1    | přátelsky            | Praha |                                    |
| 7. 2. 1940   | 2 : 1    | přátelsky            | Praha |                                    |

## Celková bilance vzájemných zápasů
| Zápasy | Výhry | Remízy | Prohry | Skóre |
| ------ | ----- | ------ | ------ | ----- |
| 8      | 6     | 2      | 0      | 22:3  |

Poznámky k utkáním
- 4. 2. 1940 Protektorát Čechy a Morava
- 6. 2. 1940 Protektorát Čechy a Morava
- 7. 2. 1940 Protektorát Čechy a Morava